# Unione Sportiva Pro Vercelli 1976-1977
Questa voce raccoglie le informazioni riguardanti l'Unione Sportiva Pro Vercelli nelle competizioni ufficiali della stagione 1976-1977.

## Rosa
| N. |                   | Ruolo | Calciatore               |
| -- | ----------------- | ----- | ------------------------ |
|    | Italia (bandiera) | D     | Franco Balocco           |
|    | Italia (bandiera) | C     | Luigi Baratelli          |
|    | Italia (bandiera) | P     | Pier Giorgio Castellazzi |
|    | Italia (bandiera) | A     | Ezio Cavagnetto          |
|    | Italia (bandiera) | D     | Maurizio Codogno         |
|    | Italia (bandiera) | P     | Luigi Coppo              |
|    | Italia (bandiera) | D     | Pierluigi Davanzo        |
|    | Italia (bandiera) | A     | Roberto Fanani           |
|    | Italia (bandiera) | A     | Pier Luigi Giuliano      |
|    | Italia (bandiera) | A     | Lavio Iori               |
|    | Italia (bandiera) | C     | Enrico Magrini           |

| N. |                   | Ruolo | Calciatore           |
| -- | ----------------- | ----- | -------------------- |
|    | Italia (bandiera) | A     | Paolo Maruzzo        |
|    | Italia (bandiera) | C     | Bruno Mazzia         |
|    | Italia (bandiera) | D     | Santino Merli Sala   |
|    | Italia (bandiera) | C     | Pier Luigi Montanari |
|    | Italia (bandiera) |       | Morbelli             |
|    | Italia (bandiera) | C     | Walter Rossetti      |
|    | Italia (bandiera) | C     | Mauro Sadocco        |
|    | Italia (bandiera) | C     | Gabriele Savino      |
|    | Italia (bandiera) | C     | Giuseppe Scandroglio |
|    | Italia (bandiera) | P     | Fabio Soragna        |
|    | Italia (bandiera) | D     | Michele Tarchetti    |